# Moldavska košarkaška reprezentacija
Moldavska košarkaška reprezentacija predstavlja državu Moldaviju u međunarodnoj muškoj košarci. Nadležni je savez član FIBA-e od 1985.

## Nastupi na međunarodnim natjecanjima

### Europsko prvenstvo-divizija C/Prvenstvo malih europskih država
- 2002.: 5. mjesto
- 2006.: 4. mjesto
- 2008.:  srebro
- 2010.: 4. mjesto
- 2012.:  srebro